# ورزشگاه آف لایت
استادیوم روشنایی (به انگلیسی: Stadium of Light) ورزشگاهی در شهر ساندرلند و ورزشگاه خانگی باشگاه فوتبال ساندرلند است.
این استادیوم با گنجایش ۴۸۳۵۳ نفر در سال ۱۹۹۷ توسط دوک یورک، پرنس اندرو افتتاح شد. در این روز تیم باشگاه فوتبال ساندرلند در خانه به مصاف تیم آژاکس آمستردام هلند رفت.